# Pella caliginosa
Pella caliginosa är en skalbaggsart som först beskrevs av Thomas Casey 1893.  Pella caliginosa ingår i släktet Pella och familjen kortvingar. Inga underarter finns listade i Catalogue of Life.